# Hondsdagen
De hondsdagen is een aanduiding van de periode van 19 juli tot en met 18 augustus. De naam is gerelateerd aan het sterrenbeeld Grote Hond. De heldere ster Sirius van dat sterrenbeeld komt dan samen met de Zon op en is dan niet te zien aan de ochtendhemel. In Nederland en België is deze periode gemiddeld de warmste van het jaar.
Boeren, in vroegere tijden, hielden bij het binnenhalen van het hooi altijd rekening met de hondsdagen.

## Hondsdag

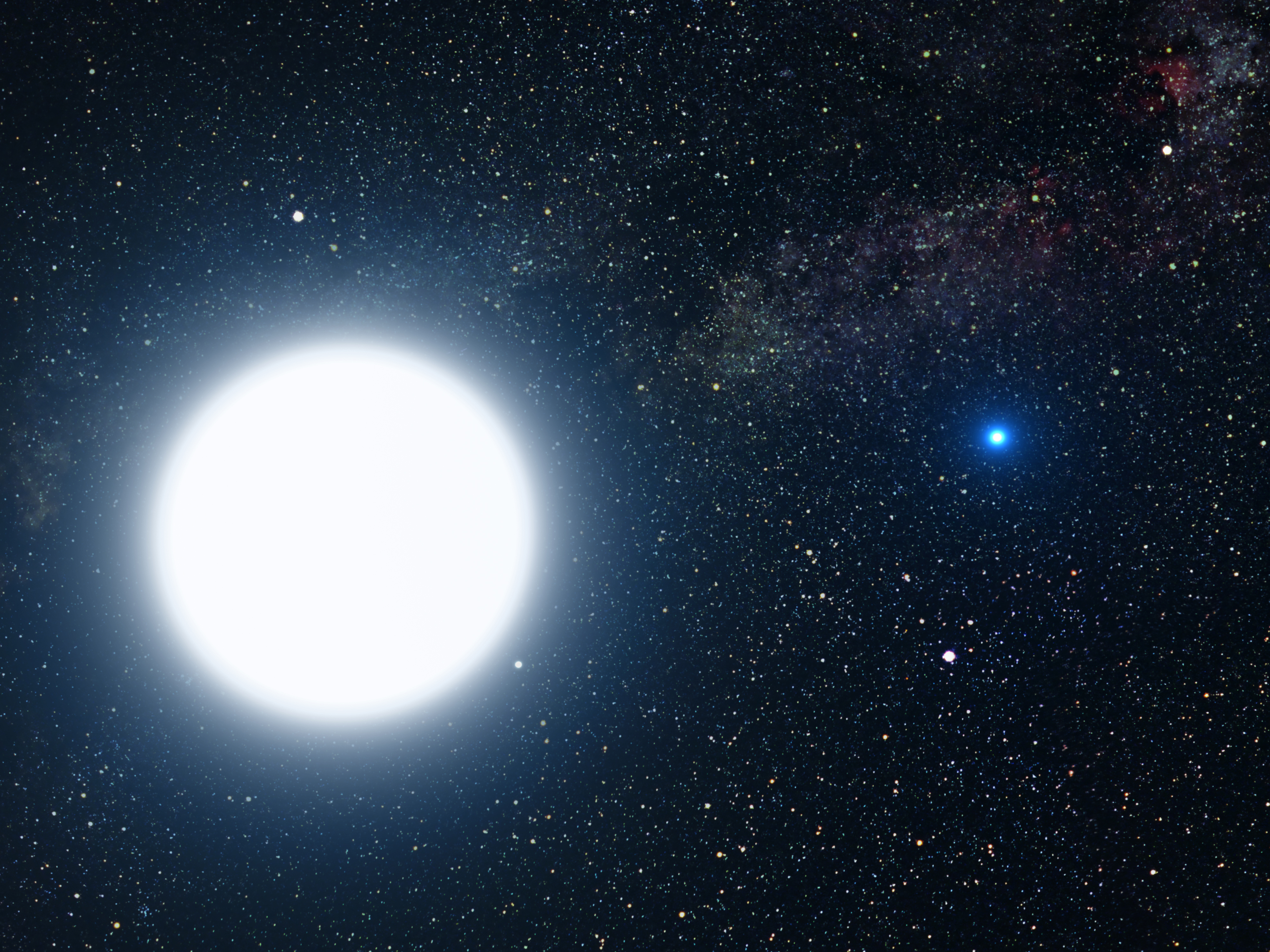
Sirius A met zijn begeleider: de witte dwerg Sirius B

De term hondsdag vindt zijn oorsprong in een astronomisch gegeven, als dag in de periode van de hondsdagen. Vanwege het karakter van de hondsdagen als typisch warmste periode van de zomer, zijn er bijkomend ook meteorologische betekenissen ontstaan. In Nederland duidt men met hondsdag weleens informeel een hete dag aan, typisch voor de periode van de hondsdagen. Het is geen gedefinieerde meteorologische term. Men gebruikt bij het KNMI de term tropische dag voor een dag waarop de maximumtemperatuur 30°C of meer bereikt.
In België gebruikt het KMI het begrip hittedag, met dezelfde betekenis als tropische dag in Nederland. In België gebruikt men eveneens de term hondsdag voor een dag waarop ten eerste de minimumtemperatuur 18,2 °C overschrijdt en ten tweede de maximumtemperatuur hoger is dan 29,6 °C. Deze temperaturen moeten gemeten zijn in Ukkel bij het KMI.

## Sterrenbeeld 'De Grote Hond'
De dagen van tussen 20 juli tot 20 augustus worden de hondsdagen genoemd. In deze periode, die soms ook wel iets eerder of later begint, komt de heldere ster Sirius van het sterrenbeeld de Grote Hond gelijk met de Zon op. Zodoende is Sirius (volgens de Griekse mythologie de hond van de jager Orion) niet te zien. Toen Orion stierf kreeg hij met zijn hond Sirius een plek aan de hemel. De periode van de hondsdagen is het hoogtepunt van de zomer, de hoogzomer. In Nederland is Sirius op zijn vroegst op 25 augustus weer zichtbaar. Veel mensen associëren de hondsdagen met de aanwezigheid van veel insecten, met name muggen en vliegen.
Dit speelt ook in de Egyptische kalender; vijf toegevoegde (ongeluks)dagen samen vormen de dertiende maand. Het was een ongelukkige periode, omdat het Nijlwater op zijn allerlaagste peil stond, wat insectenplagen meebracht die zich samen met de koude noordenwind verplaatsten. Bovendien verkeerde iedere weldenkende Egyptenaar in bange afwachting of de ster Sopdet (ook wel Sothis, Sirius) wel terug zou verschijnen en aldus de komst van de nieuwe vruchtbare Nijlvloed aankondigen. Het Sothisfeest werd gevierd op de dag dat de ster voor het eerst, na 70 dagen achter de horizon verborgen te zijn geweest, vlak voor zonsopgang weer even te zien was.

## Hitte
De Grieken en Romeinen zagen de hondsdagen als de periode van de grote hitte. Ook voor Nederland gaat dat op: de tijd van de hondsdagen is typisch de warmste van het jaar. Het etmaalgemiddelde van de temperatuur is dan 18 °C en 's middags is 20 tot 25 graden heel normaal. Ook komen tijdens deze dagen de meeste hittegolven voor.

## Overstromingen
Voor de oude Egyptenaren vielen de hondsdagen samen met de jaarlijks terugkerende overstroming van de Nijl. Deze volgde altijd zo'n 15 dagen nadat Sirius weer zichtbaar was geworden. Volgens Ptolemaeus is in Egypte de kans om sterren van de eerste grootte te zien opkomen het grootst drie kwartier voor zonsopkomst. Terugrekenend voor 30° NB kon Sirius volgens deze eisen in de juliaanse kalender in 500 v.Chr. op 19 juli gezien worden. Volgens de gregoriaanse kalender zou dat 14 juli zijn.
Toen het Nassermeer nog niet bestond waren de overstromingen het gevolg van seizoensregens in Ethiopië, de zuidelijke Soedan en vooral de omgeving van het Victoriameer. In Egypte zelf valt het hele jaar door nauwelijks regen.
Een overstromingsperiode, waarbij rivieren buiten hun oevers treden, is er bij ons niet, maar de warmte kan wel gemakkelijk leiden tot onweersbuien met veel regen in korte tijd en lokale wateroverlast. Een vochtig, warm en broeierig weertype met zo nu en dan een paar stevige buien is karakteristiek voor de hondsdagen.

## Honden
In verscheidene landen had men vroeger de gewoonte om honden tijdens de hondsdagen een muilkorf om te doen uit vrees voor hondsdolheid. Zo werd in de provincie Gelderland in 1826 besloten dat honden tijdens de hondsdagen niet los mochten lopen, maar moesten worden vastgelegd. De hondsdagen hebben verder niets te maken met honden, al kan het tijdens een onweer hondenweer zijn. Het woord hondenweer is afgeleid van het oud-Nederlandse woord ondeweer, dat zeer slecht weer betekent. In Duitsland bestaat het woord 'Unwetter', dat noodweer betekent. In het Fries bestaat het woord 'ûngetiid', dat is de zomerperiode tijdens de hooioogst. Tijdens de hondsdagen bederven eten en drinken sneller dan in de rest van het jaar. Vroeger had men, omdat er nog geen koelkasten of diepvriezers waren, meer moeite om etenswaar goed te houden. Daarom is er in het Twents ook nog een gezegde: "Wat men tijdens de hondsdagen spaart voor de mond, is voor de kat of hond".

## Trivia
- Vroeger ging men ervan uit dat het weer tijdens de hondsdagen het weer tijdens de nazomer en herfst zou kunnen voorspellen. Zo is er een gezegde dat zegt:

Komen de Hondsdagen met veel regen, dan gaan we slechte tijden tegen, maar komen de Hondsdagen helder en klaar, verwacht dan maar een gunstig jaar
- De eerste dag van de hondsdagen, 20 juli, wordt ook wel pisgriet genoemd en dit is een merkeldag.
- In 1952 publiceerde Hugo Claus een roman met de titel De Hondsdagen.
- De Britse indie-rock formatie Florence and the machine verwijst in het nummer dog days are over naar de hondsdagen.